# Theodor Plieninger (Paläontologe)
Wilhelm Heinrich Theodor Plieninger (* 17. November 1795 in Stuttgart; † 26. April 1879 ebenda) war ein deutscher Paläontologe und Naturwissenschaftler.

## Leben
Plieninger, Sohn des Mediziners Theodor Plieninger, studierte Mathematik, Theologie und Naturwissenschaften an der Universität Tübingen, war zunächst bei der württembergischen Kirche und 1823 bis 1838 Lehrer (Professor) am Katharinenstift in Stuttgart. 1832 wurde er außerdem wissenschaftlicher Sekretär der Centralstelle des Landwirtschaftlichen Vereins und für dessen Sammlung zuständig. Unter seiner Leitung wurde sie von Zoologie und Botanik auf Fossilien erweitert. 1848 wurde die Centralstelle aufgelöst. 1850 wurde sie von der späteren Gesellschaft für Naturkunde übernommen (damals Verein für vaterländische Naturkunde), zu deren Gründungsmitgliedern Plieninger gehörte.
1845 wurde Theodor Plieninger in die Deutsche Akademie der Naturforscher Leopoldina aufgenommen. Sein akademischer Beiname lautete Jakob Cammerer.
Er war Mitglied der Gesellschaft Deutscher Naturforscher und Ärzte. 1858 wurde er Mitglied des statistisch-topographischen Bureaus mit dem Titel Oberstudienrat und er war außerdem 1862 bis 1873 Geheimer Sekretär der Königin Pauline von Württemberg. Bereits im Jahre 1845 wurde er Mitglied der Stuttgarter Freimaurerloge Zu den 3 Cedern, der er von 1848 bis 1864 als Meister vom Stuhl vorsaß.
Plieninger beschrieb die ersten Dinosaurierfunde in Württemberg, gefunden 1844 im mittleren Keuper von Degerloch durch den Zigarettenfabrikanten Gottlieb Reiniger (1803–1868). Er beschrieb es 1857 als Belodon (wobei er allerdings Plateosaurier-Reste vermischte), Friedrich von Huene nannte es 1905 Gresslyosaurus plieningeri zu Ehren von Plieninger (ein Nomen dubium). Heute werden sie den Plateosauriern zugeordnet. Das von Plieninger (1846) zuerst Smilodon, dann Zanclodon (Zanclodon laevis) bezeichnete Fossil wurde früher ebenfalls den Plateosauriern zugeordnet, von Rainer Schoch 2011 aber den Archosauriformes.
Er ist nicht mit dem Chemieindustriellen Theodor Plieninger (1856–1930) zu verwechseln.

## Schriften
- mit Hermann von Meyer: Beiträge zur Paläontologie Württembergs, enthaltend die fossilen Wirbelthierreste aus den Triasgebilden mit besonderer Rücksicht auf die Labyrinthodonten des Keupers. Stuttgart: Schweizerbart 1844
- Meteorologische Jahresberichte. 1825 bis 1864
- Geschichte der vaterländischen Naturkunde Würtembergs. 1845
- Naturwissenschaftliche Beschreibung Stuttgarts. 1834
- Ueber unzweckmäßige Verfolgung mancher Tiere. 1832
- Ueber den Maikäfer. 1838
- Ueber wohlfeile Nahrungsmittel zur Zeit der Theurung. 1847

Als Herausgeber
- Christoph Friedrich von Pfleiderer: Scholien zu Euclids Elementen. Aus Christ. Friedr. Pfleiderers ... gedruckten academischen Schriften und handschriftlichen Nachlässen zusammengestellt. Fünf Teile. Metzler, Stuttgart 1826–1827.